# Cionus luctuosus
Cionus luctuosus là loài côn trùng thuộc nhóm bọ cánh cứng. Loài này được Karl Henrik Boheman mô tả lần đầu tiên vào năm 1845.